# チャトゥチャック公園駅
チャトゥチャック公園駅 （チャトゥチャックこうえんえき、タイ語: สถานีสวนจตุจักร）は、タイ王国のバンコク都チャトゥチャック区にある、バンコク・メトロの駅である。駅番号は「BL13」。
パホンヨーティン通りにあり、チャトチャック公園の最寄り駅。
バンコク・スカイトレイン（BTS）スクムウィット線モーチット駅と接続している。

## 歴史
- 2004年7月3日 【開業】ブルーライン（フワランポーン - バーンスー） (20.8km)

## 駅構造
フルスクリーンタイプのホームドア付き島式ホーム1面2線の地下駅である。

### 駅階層
| 地面    | 出入口                                           | パホンヨーティン通り                                  |
| 地下1階 | ショッピング階                                   | ATM                                                   |
| 地下2階 | 改札口階                                         | 自動券売機、自動改札口                                |
| 地下3階 | 1番線・上り■ブルーライン                         | →パホンヨーティン・スクムウィット・フワランポーン方面 |
| 地下3階 | 島式ホーム（フルスクリーンタイプホームドア設置） |                                                       |
| 地下3階 | 2番線・下り■ブルーライン                         | ←カムペーンペット・バーンスー方面                     |

## 周辺
- チャトチャック公園
- 北バスターミナル
- チャトチャック・ウィークエンド・マーケット
- クイーン・シリキット公園